# Vissza a természetbe
A Vissza a természetbe (The Call of the Simpsons) a Simpson család első évadának, hetedik része. Eredeti premier: 1990. február 18. Magyarországon a TV3 sugározta először.

## Történet
Flanders új lakókocsit vesz. Erre Homer irigykedik, és ő vesz egy anyagi állapotához megfelelőt. A család elmegy kempingezni. Miután lezuhan a kocsi a szikla 
széléről, Homer, Marge, Bart, Lisa és Maggie csapdába esnek az erdőben, ki kell jutniuk. Homer és Bart elvesztik a ruhájukat, ezért sárral és levelekkel fedik be magukat. Maggie-t örökbe fogadják a medvék; Marge visszajut a városba. Egy ott kiránduló, felveszi Homert, aki mocsárba esett, így a legendás Nagylábnak hiszik.

## Gag
Kanapé gag: A család normálisan beül a kanapéjukba.
Tábla gag: "Nem rajzolok meztelen nőket az osztályban" ("I will not draw naked ladies in class").